# 勞動者區
勞動者區是朝鮮的一種行政區劃，通常設置在市、郡之下。
勞動者區建立在有400名以上成年居民且勞動力比例超過65%的地區。根據韓國公佈的數據，截至2021年，共有298個。